# Club Atlético Chacarita Juniors 2024
Questa voce raccoglie le informazioni riguardanti il Club Atlético Chacarita Juniors nelle competizioni ufficiali della stagione 2024.

## Maglie e sponsor
|  | 1ª divisa | 2ª divisa | 3ª divisa |

## Rosa
Rosa aggiornata al 26 agosto 2024.
| N. |                      | Ruolo | Calciatore           |
| -- | -------------------- | ----- | -------------------- |
| -- | Paraguay (bandiera)  | P     | Marino Arzamendia    |
| -- | Argentina (bandiera) | P     | Federico Losas       |
| -- | Argentina (bandiera) | D     | Sebastián Álvarez    |
| -- | Argentina (bandiera) | D     | Iván Cardozo         |
| -- | Argentina (bandiera) | D     | Santiago Daniele     |
| -- | Argentina (bandiera) | D     | Dylan Duran          |
| -- | Argentina (bandiera) | D     | Cristian González    |
| -- | Argentina (bandiera) | D     | Federico Laurelli    |
| -- | Argentina (bandiera) | D     | Gabriel Lazarte      |
| -- | Argentina (bandiera) | D     | Nehuén Montoya       |
| -- | Argentina (bandiera) | D     | Tomás Oneto          |
| -- | Argentina (bandiera) | D     | Matías Vera          |
| -- | Argentina (bandiera) | C     | Valentín Chocobar    |
| -- | Argentina (bandiera) | C     | Julián Domke         |
| -- | Argentina (bandiera) | C     | Tobías Fernández     |
| -- | Argentina (bandiera) | C     | Axel Guerra          |
| -- | Argentina (bandiera) | C     | Maximiliano Meléndez |
| -- | Argentina (bandiera) | C     | Luciano Perdomo      |

| N. |                      | Ruolo | Calciatore           |
| -- | -------------------- | ----- | -------------------- |
| -- | Argentina (bandiera) | C     | Maico Quiroz         |
| -- | Argentina (bandiera) | C     | Matías Rodríguez     |
| -- | Argentina (bandiera) | C     | Nicolás Watson       |
| -- | Argentina (bandiera) | A     | Matías Belloso       |
| -- | Argentina (bandiera) | A     | Exequiel Beltramone  |
| -- | Argentina (bandiera) | A     | Fernando Brandán     |
| -- | Argentina (bandiera) | A     | Sebastián Cocimano   |
| -- | Argentina (bandiera) | A     | Ramiro Costa         |
| -- | Argentina (bandiera) | A     | Nicolás Cháves       |
| -- | Argentina (bandiera) | A     | Víctor Figueroa      |
| -- | Argentina (bandiera) | A     | Luciano Giménez      |
| -- | Argentina (bandiera) | A     | Matías Pisano        |
| -- | Argentina (bandiera) | A     | Claudio Pombo        |
| -- | Argentina (bandiera) | A     | Hernán Rivero        |
| -- | Argentina (bandiera) | A     | Rodrigo Salinas      |
| -- | Argentina (bandiera) | D     | Nahuel Brunet        |
| -- | Argentina (bandiera) | C     | Juan Pablo Passaglia |

## Calciomercato
Dati aggiornati al 19 luglio 2024.

### Sessione invernale
| Acquisti | Acquisti             | Acquisti            | Acquisti                                     |
| R.       | Nome                 | da                  | Modalità                                     |
| -------- | -------------------- | ------------------- | -------------------------------------------- |
| A        | Luciano Giménez      | Boca Juniors        | definitivo (opzione d'acquisto - 458 mila €) |
| D        | Tomás Oneto          |                     | definitivo (svincolato)                      |
| A        | Ramiro Costa         |                     | definitivo (svincolato)                      |
| C        | Juan Pablo Passaglia |                     | definitivo (svincolato)                      |
| A        | Fernando Brandán     |                     | definitivo (svincolato)                      |
| A        | Rodrigo Salinas      |                     | definitivo (svincolato)                      |
| C        | Nicolás Watson       |                     | definitivo (svincolato)                      |
| A        | Sebastián Cocimano   |                     | definitivo (svincolato)                      |
| D        | Sebastián Álvarez    |                     | definitivo (svincolato)                      |
| D        | Matías Vera          |                     | definitivo (svincolato)                      |
| C        | Tobías Fernández     | Vélez Sarsfield     | definitivo (svincolato)                      |
| D        | Gabriel Lazarte      |                     | definitivo (svincolato)                      |
| A        | Víctor Figueroa      |                     | definitivo (svincolato)                      |
| A        | Exequiel Beltramone  | Talleres (C)        | definitivo                                   |
| A        | Matías Belloso       | Almirante Brown     | prestito                                     |
| P        | Marino Arzamendia    | Olimpia             | prestito                                     |
| D        | Nahuel Brunet        | Godoy Cruz          | prestito                                     |
| C        | Enzo Hoyos           | Beroe               | fine prestito                                |
| D        | Juan Cruz González   | Aucas               | fine prestito                                |
| A        | Elías Alderete       | Almagro             | fine prestito                                |
| C        | Rodrigo González     | Deportivo Xinabajul | fine prestito                                |
| D        | Nehuén Montoya       | J.J. de Urquiza     | fine prestito                                |
| C        | Ignacio Figueroa     | Argentino (M)       | fine prestito                                |

| Cessioni | Cessioni            | Cessioni           | Cessioni                     |
| R.       | Nome                | a                  | Modalità                     |
| -------- | ------------------- | ------------------ | ---------------------------- |
| A        | Luciano Giménez     | Cuiabá             | definitiva (835 mila €)      |
| C        | Ricardo Blanco      | Ferro Carril Oeste | definitiva (119 mila €)      |
| D        | Juan González       | Aucas              | prestito oneroso (28 mila €) |
| A        | Elías Alderete      |                    | svincolato                   |
| D        | Enzo Lettieri       |                    | svincolato                   |
| P        | Cristian Correa     |                    | svincolato                   |
| A        | Federico Rasic      |                    | svincolato                   |
| C        | Kevin Fernández     |                    | svincolato                   |
| D        | Nehuén Montoya      |                    | svincolato                   |
| C        | Ignacio Figueroa    |                    | svincolato                   |
| C        | Enzo Hoyos          | Dep. Iquique       | prestito                     |
| A        | Marcos Astina       |                    | svincolato                   |
| C        | Álvaro Cuello       | Estudiantes (RC)   | fine prestito                |
| A        | Gianluca Pugliese   | Platense           | fine prestito                |
| D        | Andrés Zanini       | Güemes (SdE)       | fine prestito                |
| D        | Nicolás Caro        | Cerro Porteño      | fine prestito                |
| D        | Franco Quiroz       | San Telmo          | fine prestito                |
| C        | Nicolás Gómez       | Ferro Carril Oeste | fine prestito                |
| A        | Exequiel Beltramone | Talleres (C)       | fine prestito                |
| C        | Tobías Fernández    | Vélez Sarsfield    | fine prestito                |
| A        | Franco Pulicastro   | Ferro Carril Oeste | fine prestito                |

### Sessione estiva
| Acquisti | Acquisti          | Acquisti       | Acquisti              |
| R.       | Nome              | da             | Modalità              |
| -------- | ----------------- | -------------- | --------------------- |
| D        | Cristian González |                | definito (svincolato) |
| C        | Maico Quiroz      | Racing Club II | prestito              |
| A        | Hernán Rivero     | Gimnasia (J)   | ?                     |

| Cessioni | Cessioni             | Cessioni      | Cessioni                |
| R.       | Nome                 | a             | Modalità                |
| -------- | -------------------- | ------------- | ----------------------- |
| C        | Juan Pablo Passaglia |               | definitiva (svincolato) |
| C        | Rodrigo González     | Villa Dálmine | prestito                |
| D        | Nahuel Brunet        | Godoy Cruz    | fine prestito           |

## Risultati

### Primera B Nacional(Zona A)
| Arbitro: | Giménez |

|                               |           |  |
| Pisano 17’ (rig.) Costa 45+1’ | Marcatori |  |

| Arbitro: | Possi |

|  |           |                              |
|  | Marcatori | 42’ Beltramone 45+4’ Brandán |

| Arbitro: | Pafundi |

|                    |           |            |
| Salinas 27’ (rig.) | Marcatori | 87’ Muller |

| Arbitro: | Ceballos |

|                |           |  |
| González 90+3’ | Marcatori |  |

| Arbitro: | Giménez |

|  |           |            |
|  | Marcatori | 71’ Molina |

| Caseros 9 marzo 2024, ore 17:00 UTC-3 6ª giornata | Estudiantes (BA) | 0 – 0 referto | Chacarita Juniors | Stadio Ciudad de Caseros\| Arbitro: \| Zamora \| |
| Arbitro:                                          | Zamora           |               |                   |                                                  |

| Arbitro: | Possi |

|              |           |                                                |
| Meléndez 20’ | Marcatori | 27’ Moyano 39’ Aguirre 53’ Salto 56’ Gutiérrez |

| Arbitro: | Martínez |

|            |           |  |
| Brandán 3’ | Marcatori |  |

| Arbitro: | Acita |

|                                          |           |              |
| Lazarte 32’ (aut.) Ortiz 68’ Segovia 78’ | Marcatori | 18’ Meléndez |

| Arbitro: | Martínez |

|           |           |          |
| Pombo 64’ | Marcatori | 17’ Casa |

| Arbitro: | Amiconi |

|  |           |                                     |
|  | Marcatori | 26’ Brandán 41’ Cocimano 81’ Pisano |

| Arbitro: | Zamora |

|                        |           |             |
| Pombo 58’ Cocimano 60’ | Marcatori | 1’ Marcioni |

| Buenos Aires 28 aprile 2024, ore 19:10 UTC-3 13ª giornata | All Boys | 0 – 0 referto | Chacarita Juniors | Stadio Islas Malvinas\| Arbitro: \| Gariano \| |
| Arbitro:                                                  | Gariano  |               |                   |                                                |

| Arbitro: | Viola |

|              |           |                       |
| Meléndez 44’ | Marcatori | 44’ Cechi 58’ Lavezzi |

| Arbitro: | Llobet |

|                                   |           |  |
| Sanguinetti 45+2’ Sanguinetti 50’ | Marcatori |  |

| Arbitro: | Amiconi |

|                                  |           |                          |
| L. Fernández 3’ (rig.) Nasta 49’ | Marcatori | 34’ Pisano 90+4’ Brandán |

| Arbitro: | Loustau |

|                              |           |              |
| Oneto 30’ (aut.) Robledo 90’ | Marcatori | 85’ Figueroa |

| Arbitro: | Delbarba |

|                       |           |  |
| Álvarez 2’ Álvarez 7’ | Marcatori |  |

| Arbitro: | Ferreyra |

|  |           |           |
|  | Marcatori | 72’ Pombo |

| Arbitro: | Llobet |

|                         |           |  |
| Pisano 14’ Cocimano 73’ | Marcatori |  |

| Arbitro: | Amiconi |

|                   |           |             |
| Pisano 61’ (rig.) | Marcatori | 27’ Retamar |

| Arbitro: | Acita |

|                      |           |              |
| Postel 2’ Postel 11’ | Marcatori | 48’ Cocimano |

| Arbitro: | Echenique |

|  |           |                                                      |
|  | Marcatori | 19’ (rig.) Parisi 50’ González 62’ Parisi 67’ Parisi |

| Arbitro: | Viola |

|                             |           |                    |
| Asprea 22’ Pulicastro 90+1’ | Marcatori | 54’ (rig.) Salinas |

| Arbitro: | Giménez |

|            |           |            |
| Rivero 10’ | Marcatori | 54’ Acosta |

| Arbitro: | Barraza |

|                                 |           |                           |
| E. González 51’ E. González 90’ | Marcatori | 14’ Laurelli 60’ Meléndez |

| Arbitro: | Possi |

|              |           |  |
| Cuevas 90+4’ | Marcatori |  |

| Villa Maipú 18 agosto 2024, ore 15:00 UTC-3 28ª giornata | Chacarita Juniors | 0 – 0 referto | Arsenal Sarandí | Stadio Chacarita Juniors\| Arbitro: \| Acita \| |
| Arbitro:                                                 | Acita             |               |                 |                                                 |

| Arbitro: | Cavallero |

|                                                   |           |  |
| Funez 13’ Montagna 17’ S. González 39’ Molina 68’ | Marcatori |  |

| Arbitro: | Zamora |

|             |           |  |
| Lazarte 18’ | Marcatori |  |

| Arbitro: | Llobet |

|                           |           |  |
| Navarro 19’ Gagliardi 27’ | Marcatori |  |

| Arbitro: | Penel |

|  |           |            |
|  | Marcatori | 67’ Toloza |

| Tristán Suárez 21 settembre 2024, ore 16:00 UTC-3 33ª giornata | Tristán Suárez | 0 – 0 referto | Chacarita Juniors | Estadio 20 de Octubre\| Arbitro: \| Sosa \| |
| Arbitro:                                                       | Sosa           |               |                   |                                             |

| Arbitro: | Pafundi |

|            |           |  |
| Rivero 53’ | Marcatori |  |

| Arbitro: | Ferreyra |

|             |           |           |
| Nasta 90+3’ | Marcatori | 67’ Pombo |

| Arbitro: | Viola |

|                        |           |              |
| Pisano 30’ Salinas 52’ | Marcatori | 68’ Mansilla |

| Arbitro: | Macheroni |

|                         |           |                |
| Alvarez 30’ Alvarez 41’ | Marcatori | 90+1’ Chocobar |

| Villa Maipú 27 ottobre 2024, ore 15:05 UTC-3 38ª giornata | Chacarita Juniors | 0 – 0 referto | Gimnasia (J) | Stadio Chacarita Juniors\| Arbitro: \| Martínez \| |
| Arbitro:                                                  | Martínez          |               |              |                                                    |

Il Chacarita Juniors ha concluso il campionato al 14º posto nella Zona A, conservando in tal modo la sua permanenza in Primera B Nacional.

### Copa Argentina

#### Trentaduesimi di finale
| Arbitro: | Penel |

|                                           |                      |                                        |
| Alemán 50’                                | Marcatori            | 53’ Salinas                            |
| Ortega Nardelli Alemán Sánchez Miño Garay | Tiri di rigore 4 – 5 | Pisano Pombo Salinas Rodríguez Brandán |

La partita, sul momentaneo risultato di 1-0 a favore del Tigre, è stata sospesa al 55º minuto di gioco dall'arbitro Ariel Penel dopo il lancio da una tribuna di una bottiglia (il cui autore è un tifoso del Tigre) che ha colpito Fernando Brandán, giocatore del Chacarita Juniors. il Tribunal de Disciplina della AFA ha successivamente deciso di far riprendere l'incontro il 17 aprile, sempre nello stesso stadio ma a porte chiuse. Con il risultato di parità perdurante dopo la disputa dei tempi regolamentari, sono stati necessari i calci di rigore dai quali è uscito vincitore il Chacarita Juniors, che in tal modo ha battuto il Tigre e si è qualificato ai sedicesimi di finale.

#### Sedicesimi di finale
| Arbitro: | Rey Hilfer |

|                              |           |  |
| Leguizamón 7’ Leguizamón 23’ | Marcatori |  |

Con la sconfitta per 2-0 subita per mano del San Lorenzo, il Chacarita Juniors è stato eliminato dalla Copa Argentina, fermandosi ai sedicesimi di finale.

## Statistiche

### Statistiche di squadra
| Competizione       | P.ti | In casa | In casa | In casa | In casa | In casa | In casa | In trasferta | In trasferta | In trasferta | In trasferta | In trasferta | In trasferta | Totale | Totale | Totale | Totale | Totale | Totale | DR  |
| Competizione       | P.ti | G       | V       | N       | P       | Gf      | Gs      | G            | V            | N            | P            | Gf           | Gs           | G      | V      | N      | P      | Gf     | Gs     | DR  |
| ------------------ | ---- | ------- | ------- | ------- | ------- | ------- | ------- | ------------ | ------------ | ------------ | ------------ | ------------ | ------------ | ------ | ------ | ------ | ------ | ------ | ------ | --- |
| Primera B Nacional | 45   | 19      | 7       | 7       | 5       | 19      | 20      | 19           | 4            | 5            | 10           | 16           | 24           | 38     | 11     | 12     | 15     | 35     | 44     | -9  |
| Copa Argentina     | -    | 0       | 0       | 0       | 0       | 0       | 0       | 2            | 0            | 1            | 1            | 1            | 3            | 2      | 0      | 1      | 1      | 1      | 3      | -2  |
| Totale             | -    | 19      | 7       | 7       | 5       | 19      | 20      | 21           | 4            | 6            | 11           | 17           | 27           | 40     | 11     | 13     | 16     | 36     | 47     | -11 |

### Andamento in campionato

#### Zona A
| Giornata  | 1 | 2 | 3 | 4 | 5 | 6  | 7  | 8 | 9  | 10 | 11 | 12 | 13 | 14 | 15 | 16 | 17 | 18 | 19 | 20 | 21 | 22 | 23 | 24 | 25 | 26 | 27 | 28 | 29 | 30 | 31 | 32 | 33 | 34 | 35  | 36 | 37 | 38 |
| --------- | - | - | - | - | - | -- | -- | - | -- | -- | -- | -- | -- | -- | -- | -- | -- | -- | -- | -- | -- | -- | -- | -- | -- | -- | -- | -- | -- | -- | -- | -- | -- | -- | --- | -- | -- | -- |
| Luogo     | C | T | C | T | C | T  | C  | C | T  | C  | T  | C  | T  | C  | T  | C  | T  | C  | T  | T  | C  | T  | C  | T  | C  | T  | T  | C  | T  | C  | T  | C  | T  | C  | T   | C  | T  | C  |
| Risultato | V | V | N | P | P | N  | P  | V | P  | N  | V  | V  | N  | P  | P  | N  | P  | V  | V  | V  | N  | P  | P  | P  | N  | N  | P  | N  | P  | V  | P  | P  | N  | V  | N   | V  | P  | N  |
| Posizione | 1 | 1 | 1 | 4 | 9 | 10 | 14 | 9 | 10 | 12 | 8  | 3  | 5  | 9  | 12 | 10 | 13 | 11 | 9  | 6  | 6  | 8  | 10 | 12 | 12 | 12 | 13 | 13 | 14 | 14 | 14 | 14 | 16 | 13 | 15? | 13 | 15 | 14 |

Legenda:

Luogo: C = Casa; T = Trasferta. Risultato: R = Rinviata; V = Vittoria; N = Pareggio; P = Sconfitta.

### Statistiche individuali
| Giocatore      | Primera B Nacional | Primera B Nacional | Primera B Nacional | Primera B Nacional | Copa Argentina | Copa Argentina | Copa Argentina | Copa Argentina | Totale   | Totale | Totale      | Totale     |
| Giocatore      | Presenze           | Reti               | Ammonizioni        | Espulsioni         | Presenze       | Reti           | Ammonizioni    | Espulsioni     | Presenze | Reti   | Ammonizioni | Espulsioni |
| -------------- | ------------------ | ------------------ | ------------------ | ------------------ | -------------- | -------------- | -------------- | -------------- | -------- | ------ | ----------- | ---------- |
| S. Álvarez     | 11                 | 2                  | 3                  | 0                  | 2              | 0              | 0              | 0              | 13       | 2      | 3           | 0          |
| M. Arzamendia  | 20                 | -23                | 1                  | 0                  | 2              | -2             | 0              | 0              | 22       | -25    | 1           | 0          |
| M. Astina      | 5                  | 0                  | 1                  | 0                  | 0              | 0              | 0              | 0              | 5        | 0      | 1           | 0          |
| M. Belloso     | 16                 | 0                  | 2                  | 0                  | 0              | 0              | 0              | 0              | 16       | 0      | 2           | 0          |
| E. Beltramone  | 22                 | 1                  | 1                  | 0                  | 0              | 0              | 0              | 0              | 22       | 1      | 1           | 0          |
| F. Brandán     | 28                 | 3                  | 6                  | 0                  | 2              | 0              | 0              | 0              | 30       | 3      | 6           | 0          |
| I. Cardozo     | 4                  | 0                  | 1                  | 0                  | 0              | 0              | 0              | 0              | 4        | 0      | 1           | 0          |
| N. Cháves      | 27                 | 0                  | 5                  | 0                  | 2              | 0              | 0              | 0              | 29       | 0      | 5           | 0          |
| V. Chocobar    | 3                  | 1                  | 0                  | 0                  | 0              | 0              | 0              | 0              | 3        | 1      | 0           | 0          |
| S. Cocimano    | 24                 | 4                  | 2                  | 1                  | 1              | 0              | 0              | 0              | 25       | 4      | 2           | 1          |
| R. Costa       | 2                  | 1                  | 0                  | 0                  | 0              | 0              | 0              | 0              | 2        | 1      | 0           | 0          |
| S. Daniele     | 12                 | 0                  | 1                  | 0                  | 0              | 0              | 0              | 0              | 12       | 0      | 1           | 0          |
| J. Domke       | 11                 | 0                  | 2                  | 0                  | 0              | 0              | 0              | 0              | 11       | 0      | 2           | 0          |
| D. Duran       | 8                  | 0                  | 0                  | 0                  | 0              | 0              | 0              | 0              | 8        | 0      | 0           | 0          |
| T. Fernández   | 22                 | 0                  | 6                  | 1                  | 1              | 0              | 0              | 0              | 23       | 0      | 6           | 1          |
| V. Figueroa    | 25                 | 1                  | 2                  | 0                  | 1              | 0              | 0              | 0              | 26       | 1      | 2           | 0          |
| C. González    | 17                 | 0                  | 5                  | 1                  | 0              | 0              | 0              | 0              | 17       | 0      | 5           | 1          |
| A. Guerra      | 3                  | 0                  | 0                  | 0                  | 0              | 0              | 0              | 0              | 3        | 0      | 0           | 0          |
| F. Laurelli    | 16                 | 1                  | 2                  | 0                  | 0              | 0              | 0              | 0              | 16       | 1      | 2           | 0          |
| G. Lazarte     | 9                  | 1                  | 1                  | 0                  | 0              | 0              | 0              | 0              | 9        | 1      | 1           | 0          |
| F. Losas       | 19                 | -21                | 1                  | 0                  | 1              | -1             | 0              | 0              | 20       | -22    | 1           | 0          |
| M. Meléndez    | 31                 | 4                  | 6                  | 0                  | 1              | 0              | 0              | 0              | 32       | 4      | 6           | 0          |
| A. Nicastro    | 1                  | 0                  | 0                  | 0                  | 0              | 0              | 0              | 0              | 1        | 0      | 0           | 0          |
| T. Oneto       | 24                 | 0                  | 8                  | 1                  | 2              | 0              | 1              | 0              | 26       | 0      | 9           | 1          |
| P. Ortíz       | 1                  | 0                  | 0                  | 0                  | 0              | 0              | 0              | 0              | 1        | 0      | 0           | 0          |
| L. Perdomo     | 7                  | 0                  | 0                  | 0                  | 0              | 0              | 0              | 0              | 7        | 0      | 0           | 0          |
| M. Pisano      | 28                 | 6                  | 7                  | 0                  | 1              | 0              | 1              | 0              | 29       | 6      | 8           | 0          |
| C. Pombo       | 36                 | 4                  | 9                  | 0                  | 2              | 0              | 0              | 0              | 38       | 4      | 9           | 0          |
| M. Quiroz      | 13                 | 0                  | 4                  | 0                  | 0              | 0              | 0              | 0              | 13       | 0      | 4           | 0          |
| M. Rodríguez   | 16                 | 0                  | 4                  | 0                  | 1              | 0              | 0              | 0              | 17       | 0      | 4           | 0          |
| H. Rivero      | 13                 | 2                  | 0                  | 0                  | 0              | 0              | 0              | 0              | 13       | 2      | 0           | 0          |
| R. Salinas     | 29                 | 3                  | 4                  | 0                  | 2              | 1              | 0              | 0              | 31       | 4      | 4           | 0          |
| M. Vera        | 22                 | 0                  | 4                  | 0                  | 0              | 0              | 0              | 0              | 22       | 0      | 4           | 0          |
| N. Watson      | 34                 | 0                  | 13                 | 2                  | 2              | 0              | 1              | 0              | 36       | 0      | 14          | 2          |
| N. Brunet      | 13                 | 0                  | 5                  | 1                  | 1              | 0              | 0              | 0              | 14       | 0      | 5           | 1          |
| J.P. Passaglia | 11                 | 0                  | 1                  | 0                  | 1              | 0              | 0              | 0              | 12       | 0      | 1           | 0          |